# Fischbach (kanton Mersch)
Fischbach (lb. Fëschbech) − miejscowość i gmina (gemeng / commune / Gemeinde) w środkowym Luksemburgu, w kantonie Mersch. Do 3 października 2015 gmina leżała w dystrykcie Luksemburg. Siedziba administracyjna gminy znajduje się w miejscowości Fischbach. Liczy 1308 mieszkańców (1 stycznia 2023). 
Znajduje się tutaj zamek, prywatna rezydencja rodziny Książęcej.

## Podział administracyjny
Do gminy należy siedem miejscowości, w tym siedem (Uertschaft) oraz żaden lieu-dit:
1. Angelsberg (Angelsbierg)
2. Fischbach (Fëschbech)
3. Koedange (Kéideng / Ködingen)
4. Schiltzberg (Schiltzbierg)
5. Schoos (Schous)
6. Stuppicht (Stuppecht)
7. Weyer